# Fontaine du marché Saint-Martin

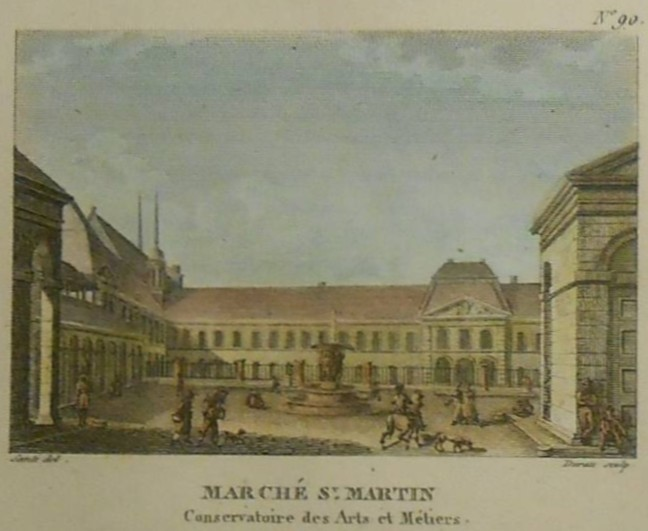
Le marché Saint-Martin et la fontaine.

La fontaine du marché Saint-Martin est une ancienne fontaine de Paris. Elle se trouvait au milieu de l'ancien marché Saint-Martin.
C. Harmand décrit la fontaine dans son Manuel de l'étranger à Paris (1824) :

« La fontaine jaillissante, élevée au milieu de ce marché, en complète l'ensemble d'une manière magnifique. Trois enfants en bronze, de 5 pieds de proportion, représentent les génies de la chasse, de la pêche et de l'agriculture ; ils sont groupés autour d'un faisceau de roseaux et autres plantes marécageuses, qui supporte une vasque en cuivre. Un jet d'eau s'élève du centre de cette vasque, y retombe et prend la forme d'une belle nappe circulaire qui, en recouvrant les figures des génies, se répand dans le vaste bassin au centre duquel ils sont placés. La sculpture de ce groupe a été modelée avec beaucoup de goût par M. Gois fils, statuaire distingué. 
Cette fontaine étant alimentée par le canal de l'Ourcq, dont les eaux ne sont pas encore potables, on a établi, du côté du Conservatoire des arts et métiers, deux autres petites fontaines qui reçoivent les eaux de Belleville. »

## Sources et références
1. ↑  C. Harmand, Manuel de l'étranger à Paris pour 1824, Paris, Hesse et compagnie, 1824, p. 112 [lire en ligne].